# Mesosa pardina
Mesosa pardina är en skalbaggsart som först beskrevs av Heller 1926.  Mesosa pardina ingår i släktet Mesosa och familjen långhorningar.
Artens utbredningsområde är Filippinerna. Inga underarter finns listade i Catalogue of Life.